# Weobley
Weobley, pronuncia [ˈwɛbli] è un grande villaggio e una parrocchia civile nell'Herefordshire, in Inghilterra, non lontano dal confine con il Galles.
Il nome deriva probabilmente da Wibba's Ley: una ley era una radura, mentre Wibba indica un proprietario terriero sassone. Nel Domesday Book il nome del villaggio era trascritto come Wibelai. È ancora pronunciato "Web-ley".
La storica chiesa di Weobley dedicata ai santi Pietro e Paolo ha un portale sud che data dei Normanni, un cancello del XIII secolo e una torre del XIV secolo con una scala a chiocciola che è la seconda più alta della contea. Vi sono, nei pressi del villaggio, ancora le rovine dell'antico castello di Weobley del XII secolo, caput di Ruggiero de Lacy.
"The Throne" è un edificio del XVII secolo dove Carlo I dormì il 5 settembre 1645, dopo la battaglia di Naseby nella guerra civile inglese.
Un tempo era un borough, con due membri alla Camera dei comuni fino al Reform Act del 1832.